# Opel 12/50 PS
De Opel 12/50 PS was een personenauto uit de topklasse die van 1927 tot 1928 geproduceerd werd door Adam Opel AG.

## Historiek
De 12/50 PS was een luxeauto die geïntroduceerd werd in 1927 als opvolger van de Opel 14/48 PS. Eind 1928 verving de Opel 3,7 liter de 12/50 PS.

## Ontwerp
De motor van de 12/50 PS was een zescilinder-in-lijnmotor met een cilinderinhoud van 3136 cc, goed voor 50 pk (37 kW) bij 2800 tpm. De motor had een afneembare cilinderkop en zijdelings geplaatste kleppen. Hij werd gevoed door een enkele Solex- of Zenith-carburateur.
Het motorvermogen werd via een meervoudige platenkoppeling, een handgeschakelde drieversnellingsbak, een cardanas en een differentieel naar de achterwielen overgebracht. De auto bereikte een topsnelheid van 90 km/u.
De auto had een ladderchassis van stalen U-profielen, bestaande uit twee langsliggers en vijf dwarsliggers. De voorste starre as was opgehangen aan semi-elliptische bladveren, de achterste aan kwart-elliptische bladveren. De belangrijkste innovatie in de 12/50 PS en zijn zustermodel, de 15/60 PS, was het gebruik van schokdempers. Alle vier de wielen werden afgeremd door trommelremmen.
De 12/50 pk was leverbaar met drie verschillende fabriekscarrosserieën: een zevenpersoons toerwagen, een vierdeurs Pullman-limousine en een stationwagen, waarvan de laatste twee verkrijgbaar waren in standaard- en luxe uitvoeringen.